# Byron Cherry
Byron Cherry (ur. 17 kwietnia 1955 w Atlancie) – amerykański aktor, najlepiej znany jako Coy Duke z serialu CBS Diukowie Hazzardu.

## Życiorys
Urodził się i wychował w Atlancie w stanie Georgia. W latach 70. ukończył North Side High School. Po wygraniu stypendium na East Tennessee State University w Johnson City w Tennessee, grał w piłkę nożną jako running back ze swoim starszym bratem, Natem. Wkrótce po studiach otrzymał również swój czarny pas w karate.
Po trzech latach szkolnego futbolu, Byron postanowił studiować aktorstwo. Zapisał się do szkoły filmowej na Georgia State University w Atlancie. Pewnego dnia, idąc przez centrum studenckie, skontaktował się z nim agent pracujący przy reklamie telewizyjnej. Podeszła do niego i poprosiła go o przesłuchanie w sprawie reklamy. Powiedziano mu, że miał wygląd, którego potrzebowano w tej scenie, a wszystko, co musiał zrobić, to szukać pięknej blondynki, usiąść obok niej i ją pocałować. Po ukończeniu college'u, w 1982 dostał główną rolę jako Coy Duke w serialu CBS Diukowie Hazzardu (The Dukes of Hazzard).

## Wybrana filmografia
- 1982–83: Diukowie Hazzardu jako Coy Duke
- 1983: Diukowie jako Coy Duke (głos)
- 1984: Napisała: Morderstwo jako zastępca szeryfa Will Roxie
- 1985: The Fix jako Esty
- 1987: Vietnam War Story jako Janner
- 1989: In the Heat of the Night jako Charlie Hobbs
- 2005: The Gender Bowl jako piłkarz
- 2016: Midnight Massacre jako major Pompey